# Sucesos de Aznalcóllar
Los sucesos de Aznalcóllar  son unos acontecimientos violentos ocurridos los días 29 y 30 de abril de 1935 en el municipio sevillano de Aznalcóllar entre falangistas de Sevilla e izquierdistas de Aznalcóllar.
El día 29 de abril acude a Aznalcóllar un grupo de cuatro falangistas para vender y difundir su revista-ideario Arriba. Se producen discusiones entre miembros de la izquierda y los falangistas, resultando apuñalado el falangista Adrián Irusta.
Al día siguiente acuden 20 falangistas para seguir vendiendo su revista. Se produce una pelea de más de dos horas en la que, debido a una pedrada en la cabeza, cae al suelo el falangista Manuel García Míguez, gallego inmigrante y perito industrial, siendo rematado por un disparo a quemarropa. También muere en el mismo enfrentamiento el izquierdista que remató al falangista. El saldo final es de dos muertos y cinco heridos.
Después de la retirada del pueblo sevillano varios falangistas fueron detenidos en Sanlúcar la Mayor y encarcelados. En el juicio son defendidos por José Antonio Primo de Rivera. Se les acusa de homicidio, y el fiscal pide 14 años de prisión para cada uno. El 5 de octubre son condenados tres de los falangistas a dos años y once meses de cárcel, quedando absueltos los demás.
El cadáver de Manuel García Míguez fue llevado al cementerio municipal en el carro de la basura del pueblo siendo sometido a insultos, pedradas y vejaciones.
La Falange concedió una medalla honorífica a Manuel García Míguez, la única entregada póstumamente por la organización.
El día 12 de mayo de 1935, publicado en el nº 9 de la revista Arriba el día 16, José Antonio Primo de Rivera, en un discurso en El Gran Teatro de Córdoba recuerda estos sucesos para arengar a la multitud: 

...Esa es nuestra tarea: educar a una generación para el sacrificio con tal que las otras reciban una Patria más grande. Casi diría, no que vamos lográndolo, sino que lo hemos logrado: no hace dos años que empezamos, y contad ya nuestros muertos, nuestros heridos, nuestros presos... En estos días han muerto dos camaradas magníficos, uno en Salamanca, otro en Aznalcóllar; mientras estamos aquí reunidos, trece de los nuestros sufren cárcel en Sanlúcar la Mayor. Así todos los días, una juventud escéptica, perezosa, se va convirtiendo en una juventud militante.

Estad seguros de que este ímpetu nuestro triunfará al cabo. Entonces veremos cuántos alegan que nos acompañaron desde el principio. Veremos cuántos se apresuran a ponerse camisas azules. Pero las primeras, las de las horas difíciles, no se confundirán con estas camisas retrasadas. Aquéllas tendrán olor a pólvora y rozadura de plomo; pero tendrán también la virtud de que les broten de los hombros alas de imperio.'' (Ovación.)

## Asesinato de un taxista
El viernes 10 de mayo de 1935 informaba la prensa del asesinato de un taxista en Sevilla. Al parecer, tres individuos desconocidos contrataron los servicios del taxista Antonio Sánchez Álvarez en la parada de la plaza de San Francisco de Sevilla. Le indicaron que les condujera a un determinado lugar y al llegar a una calle apartada, hicieron cuatro disparos sobre el chófer, causándole la muerte. El vehículo se estampó contra la fachada de una casa; los asesinos se dieron a la fuga. El mismo recorte de prensa afirma que el chófer había llevado días atrás a unos "fascistas" a Aznalcóllar.